# Rakshastal
Rakshastal, Tibetaans: La'nga Co, is een meer met ziltig water in de Tibetaanse Autonome Regio. Het ligt ten westen van het meer Manasarovar en dicht bij de heilige berg Kailash. Het meer ligt op een hoogte van 4515m. Het wateroppervlak bedraagt een 70-tal vierkante kilometer maar is krimpend. In de noordwesthoek van het meer bevindt zich de oorsprong van de Sutley, de langste zijrivier van de Indus.

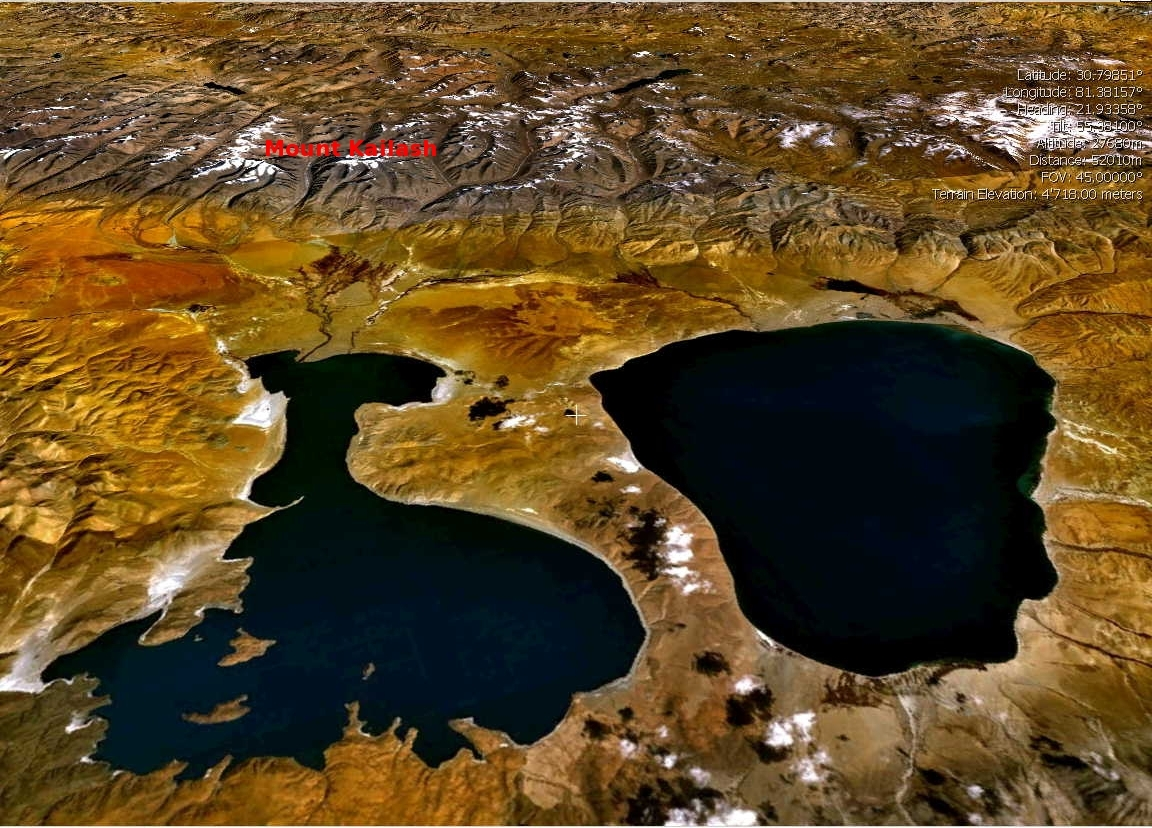
Rakshastal (links) en Manasarovar (rechts), met op de achtergrond de berg Kailash